# Naturelink Aviation
Naturelink Aviation, действующая как Naturelink — южноафриканская авиакомпания со штаб-квартирой в муниципалитете Гаутенг (ЮАР), работающая в области обеспечения пассажирских и грузовых авиаперевозок в рамках долгосрочных контрактов с правительственными структурами, нефтедобывающими компаниями и международными корпорациями по всем регионам Африки, Ближнего Востока и Азии. Компания также предоставляет свои воздушные суда в сухой и мокрый лизинг другим авиаперевозчикам.
В настоящее время Naturelink Aviation обслуживает более 12 аэропортов в девяти странах мира на трёх континентах, эксплуатируя собственный воздушный флот из 21 самолёта.
Портом приписки авиакомпании и её главным транзитным узлом (хабом) является Аэропорт Уандербум в Претории.

## Флот
По состоянию на 15 ноября 2009 года флот авиакомпании Naturelink Aviation составляли следующие воздушные суда:
- 11 Embraer EMB 120 Brasilia (один самолёт в лизинге в авиакомпании Elysian Airlines, один — в SCD Aviation, один — в Zambezi Airlines и два лайнера работают по контракту с Организацией Объединённых Наций)
- 2 Raytheon Beech King Air B200
- 1 Cessna 208 Caravan
- 5 P-750XL
- 1 Socata TBM850
- 1 Raytheon Beech Baron 58